# Torre del Reloj (Hong Kong)
La Torre del Reloj es un monumento situado en Hong Kong. Está situado en la costa sur de Tsim Sha Tsui, Kowloon. Es el único resto de la antigua  Estación de Kowloon del Ferrocarril Kowloon-Cantón. Llamada oficialmente Torre del Reloj del Antiguo Ferrocarril Kowloon-Cantón (en chino tradicional, 前九廣鐵路鐘樓), es conocida usualmente como Torre del Reloj de Tsim Sha Tsui (en chino tradicional, 尖沙咀鐘樓) por su situación.
Construida de ladrillos rojos y granito, la Torre del Reloj tiene una altura de azotea de 44 metros, y está coronada por un pararrayos de siete metros. Se puede subir a la cima de la torre mediante una escalera de madera. El interior de la Torre del Reloj ha estado abierto a visitas, pero está cerrado actualmente por mantenimiento. La torre del reloj está situada cerca del Puerto de Victoria, al pie de Salisbury Road. Otro monumento, el muelle de ferry de Tsim Sha Tsui, está situado cerca.
La torre se ha catalogado como monumento declarado de Hong Kong desde 1990.

## Historia
El proyecto del Ferrocarril Kowloon-Cantón se realizó en 1904, con su término en Tsim Sha Tsui. El diseño de la estación se encargó a A. B. Hubback, debido parcialmente a su experiencia en el diseño de estaciones de trenes en las Colonias del Estrecho de Malasia. El Ferrocarril Kowloon-Cantón se inauguró el 1 de octubre de 1910. Sin embargo, la construcción de la estación no comenzó hasta 1913, debido principalmente a la Primera Guerra Mundial. Los materiales necesarios para la construcción no pudieron transportarse a tiempo, y la construcción se detuvo temporalmente. Parte de la estación, junto con la Torre del Reloj, se completó en 1915, y toda la estación se finalizó el 28 de marzo de 1916.
La Torre del Reloj reutilizó el reloj de la demolida Torre del Reloj de Pedder Street. Sin embargo, solo un lado tenía reloj, y no fue hasta 1920 cuando se instalaron relojes en los otros tres lados. Comenzaron a funcionar en la tarde del 22 de marzo de 1921, y han funcionado desde entonces excepto durante la ocupación japonesa de Hong Kong de la Segunda Guerra Mundial.
En 1975, la Estación de Kowloon se trasladó a la actual Estación de Hung Hom, en las tierras ganadas al mar recientemente en la Bahía de Hung Hom. El edificio de la estación se demolió en 1977 a pesar de las protestas y peticiones de la Sociedad del Patrimonio y otros grupos. Sin embargo, se decidió como compromiso que se conservara la Torre del Reloj, y ahora está acompañada por el Museo del Espacio de Hong Kong, el Museo de Arte de Hong Kong y el Centro cultural de Hong Kong, todos ellos construidos en antiguos terrenos de la estación.
La campana en el interior de la Torre del Reloj está actualmente en el depósito de ferrocarril de Ho Tung Lau.

## Galería de imágenes

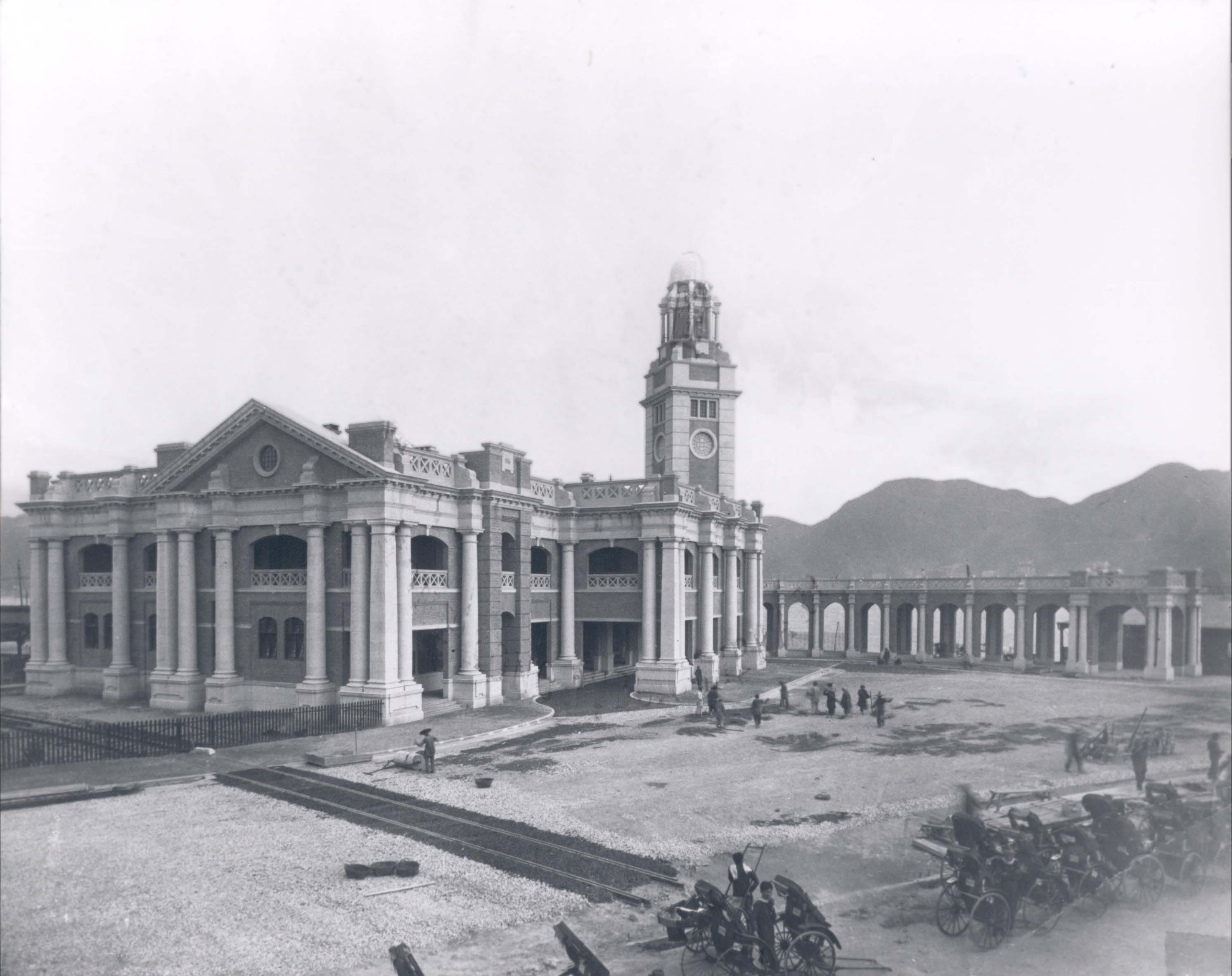
La Estación de Kowloon y la Torre del Reloj en 1914.
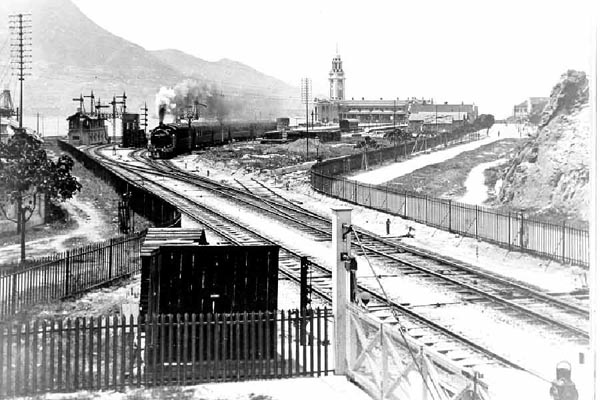
La Estación de Tsim Sha Tsui del Ferrocarril Kowloon-Cantón en 1916.
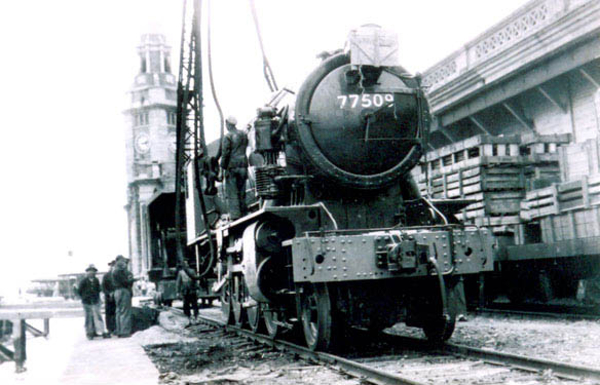
Una antigua locomotora de vapor del ejército británico llega a Hong Kong en 1947 para la sección británica del KCR. La Torre del Reloj está en el fondo.
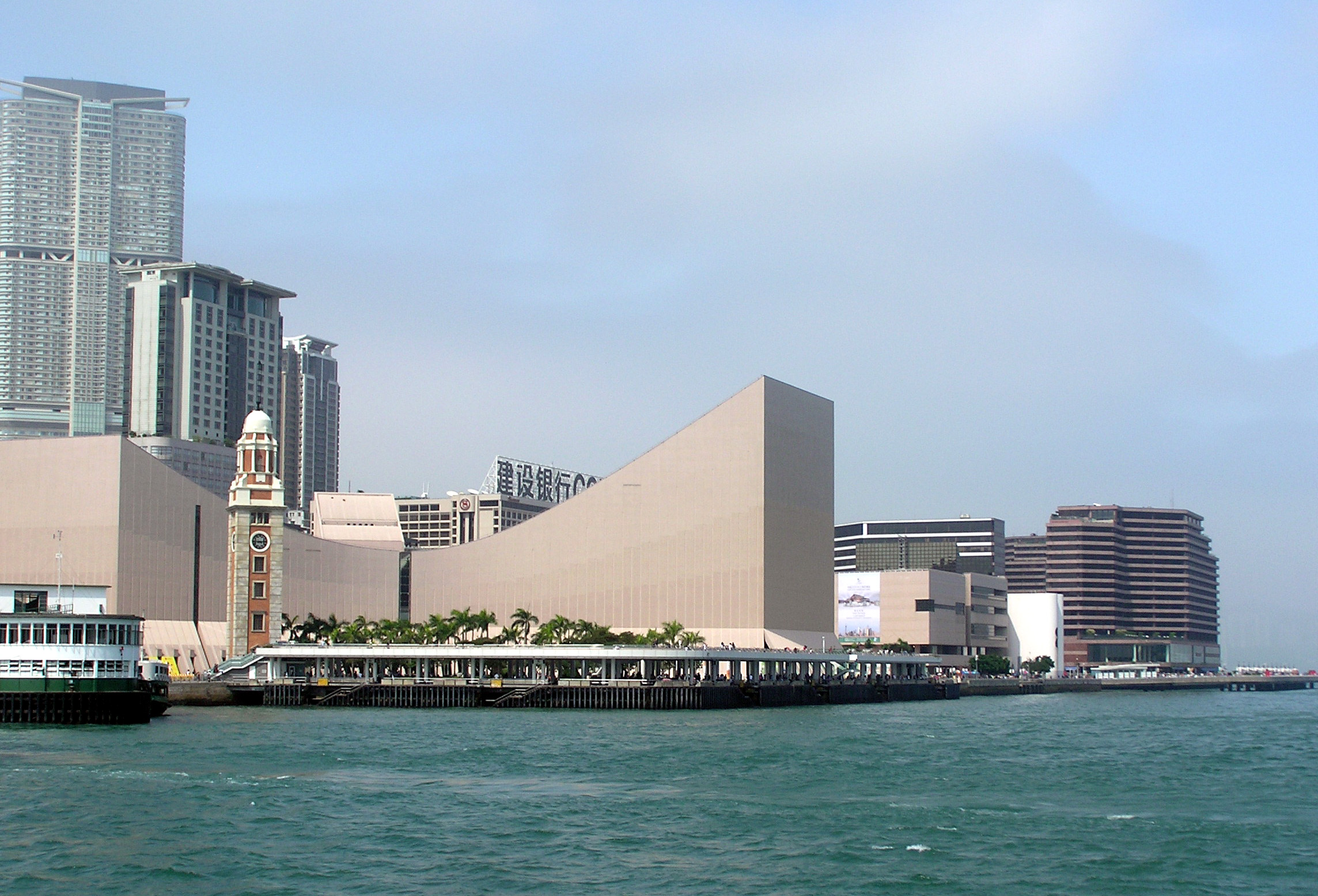
La Torre del Reloj y sus alrededores.
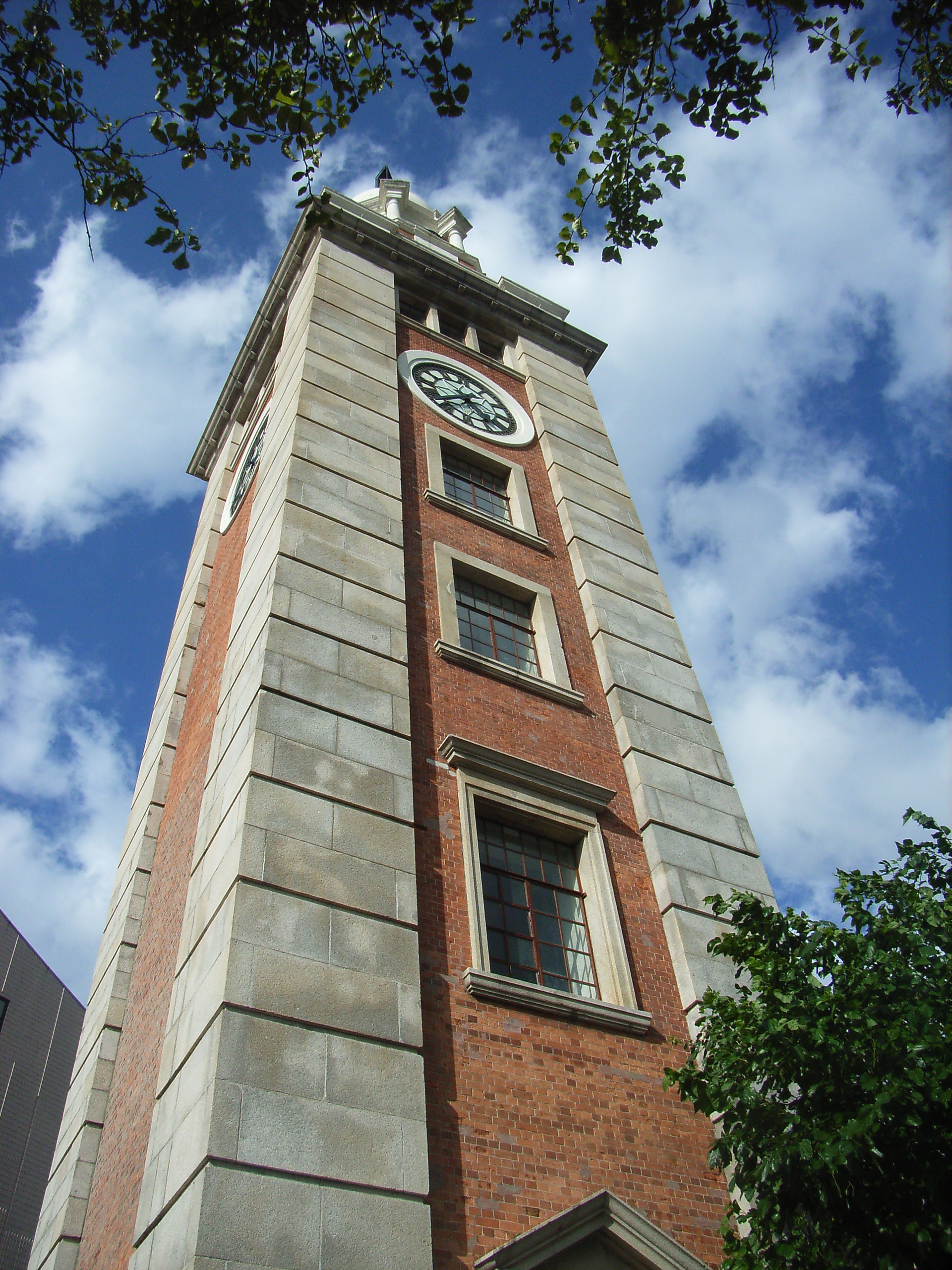
La Torre del Reloj de Tsim Sha Tsui (2005).
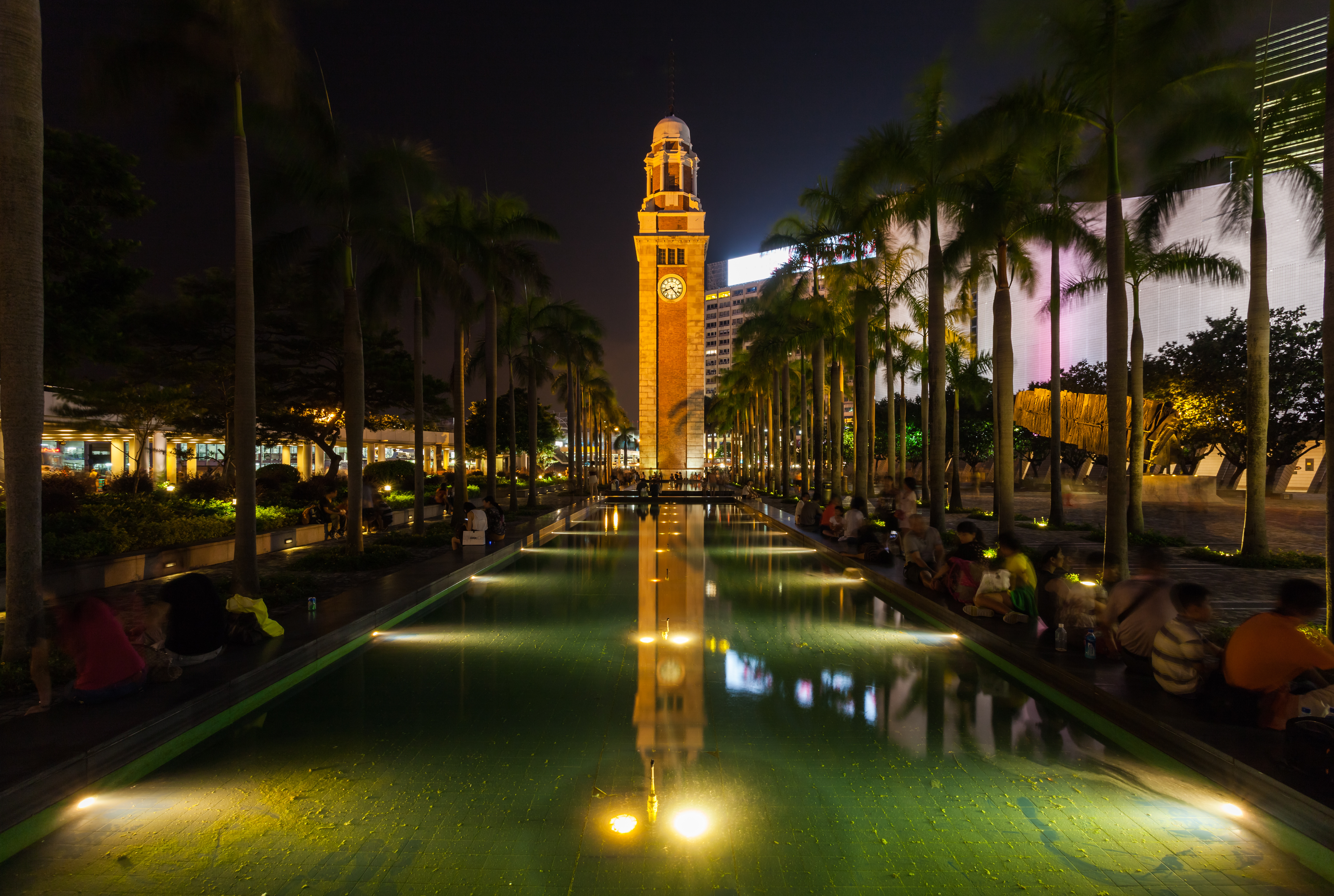
Imagen nocturna (2013).
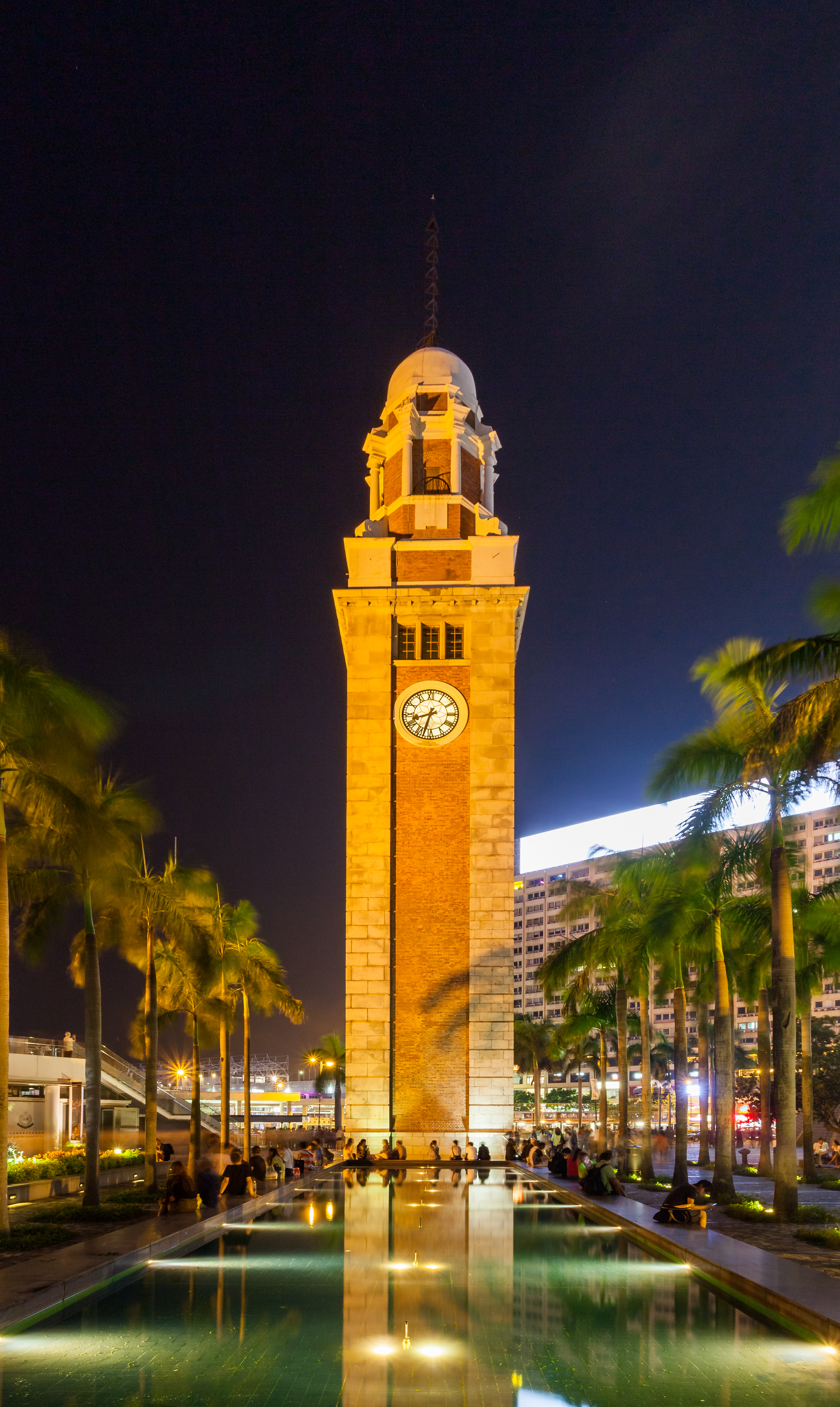
Torre.